# La Tosseta (Àger)
La Tosseta és una muntanya de 714 metres que es troba al municipi d'Àger, a la comarca catalana de la Noguera.